# Grand Prix Formule 1 van Oostenrijk 1997
De Grand Prix Formule 1 van Oostenrijk 1997 werd gehouden op 21 september 1997 op de A1 Ring.

## Verslag
Jacques Villeneuve startte vanaf pole, maar zoals vaker in 1997 had hij een slechte start en moest Mika Häkkinen en Jarno Trulli voor laten gaan.
Mika Häkkinen kon maar kort van zijn leidende positie genieten, want nog in de eerste ronde ging zijn motor stuk en daarmee kwam Jarno Trulli voor het eerst in zijn carrière aan de leiding te liggen. 
Na diens pitstop nam Villeneuve de leiding over  en Trulli lag nog altijd tweede toen ook zijn motor de geest gaf.
Jean Alesi en Eddie Irvine hadden een spectaculaire botsing, waarbij Alesi door de lucht vloog. 
Michael Schumacher haalde vervolgens onder geel Frentzen in en werd daarvoor bestraft met een stop & go penalty.

## Uitslag
| Positie | Nummer | Rijder                | Team              | Ronden | Tijd/Opgave                    | Startplaats | Punten |
| ------- | ------ | --------------------- | ----------------- | ------ | ------------------------------ | ----------- | ------ |
| 1       | 3      | Jacques Villeneuve    | Williams-Renault  | 71     | 1:27:35.999                    | 1           | 10     |
| 2       | 10     | David Coulthard       | McLaren-Mercedes  | 71     | +2.909                         | 10          | 6      |
| 3       | 4      | Heinz-Harald Frentzen | Williams-Renault  | 71     | +3.962                         | 4           | 4      |
| 4       | 12     | Giancarlo Fisichella  | Jordan-Peugeot    | 71     | +12.127                        | 14          | 3      |
| 5       | 11     | Ralf Schumacher       | Jordan-Peugeot    | 71     | +31.859                        | 11          | 2      |
| 6       | 5      | Michael Schumacher    | Ferrari           | 71     | +33.410                        | 9           | 1      |
| 7       | 1      | Damon Hill            | Arrows-Yamaha     | 71     | +37.207                        | 7           |        |
| 8       | 16     | Johnny Herbert        | Sauber-Petronas   | 71     | +49.057                        | 12          |        |
| 9       | 17     | Gianni Morbidelli     | Sauber-Petronas   | 71     | +1:06.455                      | 13          |        |
| 10      | 8      | Gerhard Berger        | Benetton-Renault  | 70     | +1 Ronde                       | 18          |        |
| 11      | 20     | Ukyo Katayama         | Minardi-Hart      | 69     | +2 Rondes                      | 19          |        |
| 12      | 18     | Jos Verstappen        | Tyrrell-Ford      | 69     | +2 Rondes                      | 20          |        |
| 13      | 2      | Pedro Diniz           | Arrows-Yamaha     | 67     | +4 Rondes                      | 17          |        |
| 14      | 22     | Rubens Barrichello    | Stewart-Ford      | 64     | Spin                           | 5           |        |
| NF      | 14     | Jarno Trulli          | Prost-Mugen-Honda | 58     | Motor                          | 3           |        |
| NF      | 23     | Jan Magnussen         | Stewart-Ford      | 58     | Motor                          | 6           |        |
| NF      | 15     | Shinji Nakano         | Prost-Mugen-Honda | 57     | Motor                          | 16          |        |
| NF      | 19     | Mika Salo             | Tyrrell-Ford      | 48     | Versnellingsbak                | 21          |        |
| NF      | 6      | Eddie Irvine          | Ferrari           | 38     | Botsing                        | 8           |        |
| NF      | 7      | Jean Alesi            | Benetton-Renault  | 37     | Botsing                        | 15          |        |
| NF      | 9      | Mika Häkkinen         | McLaren-Mercedes  | 1      | Motor                          | 2           |        |
| EXC     | 21     | Tarso Marques         | Minardi-Hart      |        | Wagen te licht in kwalificatie |             |        |

## Statistieken
| Pole-position | Jacques Villeneuve | Williams-Renault | 1:10.304 |
| Snelste ronde | Jacques Villeneuve | Williams-Renault | 1:11.841 |

## Noot
- Dit waren de eerste rondes als raceleider voor Jarno Trulli.
- Tiende Grand Prix-winst voor Jacques Villeneuve.

1963 · 1964 · 1970 · 1971 · 1972 · 1973 · 1974 · 1975 · 1976 · 1977 · 1978 · 1979 · 1980 · 1981 · 1982 · 1983 · 1984 · 1985 · 1986 · 1987 · 1997 · 1998 · 1999 · 2000 · 2001 · 2002 · 2003 · 2014 · 2015 · 2016 · 2017 · 2018 · 2019 · 2020 · 2021 · 2022 · 2023 · 2024 · 2025